# フィッシュマン
フィッシュマン（Fishman、本名：José Ángel Nájera Sánchez、1951年4月6日 - 2017年4月8日）は、メキシコ・コアウィラ州トレオン出身のプロレスラー。
ルードの覆面レスラーとして、1970年代から1990年代にかけてメキシコの各団体で活躍した。女子プロレスラーのローラ・ゴンザレスは元妻。息子はエル・イホ・デ・フィッシュマン。

## 来歴
1969年11月、NWA加盟団体のEMLLにてデビュー。当初はゴライアス・レジェス（Goliath Reyes）、後にタイタン（Titán）のリングネームを名乗り、ルードのポジションで活動する。
1974年（1971年説もあり）、メキシコのプロレス雑誌『ルチャ・リブレ』が行ったミル・マスカラスのマスクデザイン・コンテストの中から覆面のデザインを選び、同年よりフィッシュマン（Fishman）に変身。10月3日にはエル・マルケスからナショナル・ウェルター級王座を奪取、以降、同王座を通算3回獲得した。1976年4月9日には古豪ブルー・デモンを破り、NWA世界ウェルター級王座にも戴冠している。
1978年5月よりLLIに移籍。1980年12月12日、ペロ・アグアヨを下してUWA世界ライトヘビー級王者となる。1981年3月に新日本プロレスに初来日し、WWFライトヘビー級王座の争奪リーグ戦に出場。優勝を逸し戴冠は果たせなかったものの、9月25日にカリフォルニア州ロサンゼルスにてアグアヨから同王座を奪取した。
アメリカにはロサンゼルスをはじめ、メキシカン人口の多いテキサスにも時折遠征しており、フリッツ・フォン・エリックが主宰していたダラスのWCCWでは、悪徳マネージャーのスカンドル・アクバ率いるヒール軍団に加入。1983年6月17日に行われたビッグイベント "Star Wars" にはワイルド・ビル・アーウィン&ザ・モンゴルと組んで6人タッグマッチに出場、クリス・アダムス、チャボ・ゲレロ、ホセ・ロザリオのトリオと対戦している。
その5日前の1983年6月12日、当時空位だったWWFジュニアヘビー級王座をメキシコシティにて初代タイガーマスクと3本勝負で争い、タイガーから1本を取っている。翌1984年8月には全日本プロレスに参戦して二代目タイガーマスクとも対戦した。1985年10月には新日本プロレスにUターンしてザ・コブラのWWFジュニアヘビー級王座に挑戦し、ライガーボムに酷似したパワーボム系の技を披露している。
1986年8月24日、ビジャノ3号を破りWWFライトヘビー級王座を再び獲得。1988年よりティフアナのWWAに移籍し、1990年2月18日にWWA世界ジュニア・ライトヘビー級王座をレイ・ミステリオ・ジュニアから奪取した。1991年8月にはW★INGの旗揚げシリーズに来日している。
以降、1990年代はAAAを主戦場に活動したが、2000年8月27日にマスカラ・サグラダとのマスカラ・コントラ・マスカラに敗れて覆面を失い、素顔となって引退した。
2011年12月25日、『覆面MANIA20』に息子のエル・イホ・デ・フィッシュマンと共に来日。久々の試合出場を果たし、初代タイガーマスクと約30年ぶりにタッグマッチで対戦した。
2017年4月8日、66歳で死去。

## 得意技
- カベルナリア
- セントーン
- フライング・ボディ・プレス

## 獲得タイトル
EMLL
- ナショナル・ウェルター級王座：3回
- NWA世界ウェルター級王座：1回[3]

LLI
- UWA世界ライトヘビー級王座：4回[4]
- WWFライトヘビー級王座：2回[5]

WWA
- WWA世界ジュニア・ライトヘビー級王座：1回[10]